# Anglard II
Ne doit pas être confondu avec Anglard Ier.
Anglard II est un prélat du Haut Moyen Âge, dix-septième évêque connu de Nîmes de 895 à 905.